# Blind Delon
Blind Delon ist eine 2016 gegründete Post-Punk-Band.

## Geschichte
Blind Delon wurde 2016 von Mathis „Kolkoz“ Hauray als elektronisches Soloprojekt gegründet. Nach ersten Veröffentlichungen erweiterten Coco Thiburs und Théo Fantuz 2018 die Band zu einer Post-Punk-Band. Nach einer Reihe Veröffentlichungen inklusive der des Debütalbums Discipline verließ Fantuz 2019 die Band erneut, und Blind Delon bestanden als Duo fort. Mit dem 2020 über Icy Cold Records veröffentlichten zweiten Studioalbum Chimères erfuhr Blind Delon international positive Rezeption. Nach weiteren Kollaborationen und kleinen Veröffentlichungen sowie diversen Auftritten folgte mit La Métamorphose im Mai 2023 das dritte Album der Band über VEYL. Zur Veröffentlichung des Albums bestritt die Band eine Europatournee.

## Stil und Rezeption
Blind Delon spielen „in einem Spektrum zwischen Post Punk und New Wave“. Obwohl die Musik auf jener der 1980er Jahre aufbaue und Anleihen an The Cure, New Order und Charles de Goal vernehmbar seien erscheine der Electro Wave der Gruppe frisch und modern. Die Texte werden auf Französisch Gesungen, Gesprochen und Geschrien. Die Grundausrichtung kombiniert das markante Rhythmusspiel mit dem stets präsenten Synthesizer und dem häufig abgehackten Gesang. Die Stimmung erscheine „mal Cold-Wave-ähnlich unterkühlt, dann fast Batcave-mäßig.“

## Diskografie
- 2016: Edouard (EP, Oráculo Records)
- 2017: Edouard Remixed EP (EP, Oráculo Records)
- 2017: Maniaque (EP, Oráculo Records)
- 2018: Assassin (EP, Bordello a Parigi)
- 2018: Dancefloor Dummies (Split-EP mit Black Egg, She Lost Kontrol)
- 2018: Rubedo Edition (Split-EP mit Schwefelgelb, Khemia)
- 2018: Plays Throbbing Gristle & Psychic TV (EP, Unknown Pleasures Records)
- 2019: Drugs (Kollaboration mit HIV+, EP, Tripalium Records)
- 2019: Edouard Remixed Part II (EP, Area Z)
- 2019: Edouard Remixed Part III (EP, WarinD Records)
- 2019: The Seep (Kollaboration mit Sopoorific, EP, Tonn Recordings)
- 2019: Discipline (Album, Unknown Pleasures Records)
- 2020: Chimères (Album, Icy Cold Records/Manic Depression)
- 2020: People of God (Single, Intervision)
- 2021: Liftoff (Split-EP mit IV Horsemen, Soil Records)
- 2021: Nuit (Split-EP mit Contre Soirée, VEYL)
- 2023: La Mort (Single, feat. Curses, VEYL)
- 2023: La Métamorphose (Album, VEYL)